# Рожкова, Евгения Емельяновна
Евгения Емельяновна Рожкова (6 января 1901, Москва - Москва — 1980) — советская российская художница.

## Биография
Евгения Рожкова родилась в Москве в семье служащего. В 1912-1918 годах училась в Строгановском училище, затем перешла в 1-е Государственные строгановские художественные мастерские, где училась у А. В. Грищенко. В 1919 году состоялся дебют Рожковой на 12-й Государственной выставке «Цветодинамос и тектонический примитивизм» (входила в одноименное творческое объединение), на которой были представлены работы А. В. Грищенко, А. В. Шевченко и их учеников. В 1920 году поступила во ВХУТЕМАС на отделение живописи в группу Ивана Клюна, продолжила учёбу в группе  Александра Древина и Надежды Удальцовой. В 1923 году продолжила учёбу у Рафаила Фалька, у него же подготовила и защитила диплом. Дипломная работа — серия женских портретов
В 1928 года оформила спектакль «Пушкин» в городе Новгород-Северский, Украинская ССР.
В 1920-х годов была членом общества РОСТ и объединения художников-общественников (ОХА). В 1932 году находилась в творческой командировке в Западной Сибири по заданию ВЦСПС и профсоюза «Цветметзолото». Итоговые работы были переданы в клуб ВЦСПС, где вскоре погибли при пожаре. В начале творческой деятельности основной жанр художницы — портрет, после 1930-х годов уделяет большое внимание натюрморту и пейзажу.
В первой половине 1920-х годов преподавала ИЗО в московском детском доме «Ручеек», позже преподавала в московских школах. В 1929—1930 годах училась на Высших педагогических курсах при ВХУТЕИНе у Владимира Фаворского, Павла Павлинова и у архитектора Докучаева.
В начале 1930-х годов принимала участие в разработке программы ИЗО для средней школы. Более 30 лет (1932—1970) работала старшим методистом в Центральном доме художественного воспитания детей.
Кандидат педагогических наук, автор многочисленных учебных пособий по преподаванию изобразительного искусства в средней школе.
Работы художницы находятся в Государственной Третьяковской галерее, ГМИИ им. Пушкина, художественных музеях Архангельска, Чебоксар, Челябинска, Донецка, Тбилиси.